# Branica Radzyńska
Branica Radzyńska – wieś w Polsce położona w województwie lubelskim, w powiecie radzyńskim, w gminie Radzyń Podlaski. Nieopodal znajduje się wieś Branica Radzyńska-Kolonia licząca 456 mieszkańców (2009).
| SIMC    | Nazwa   | Rodzaj    |
| ------- | ------- | --------- |
| 0017957 | Antonin | część wsi |

W latach 1954–1972 wieś należała i była siedzibą władz gromady Branica. W latach 1975–1998 miejscowość administracyjnie należała do województwa bialskopodlaskiego.
Wieś jest sołectwem w gminie Radzyń Podlaski. Według Narodowego Spisu Powszechnego z roku 2011 wieś liczyła 245 mieszkańców.

## Historia
Według Słownika geograficznego Królestwa Polskiego z roku 1880 Branica to wieś i folwark tej nazwy w powiecie radzyńskim, gminie Suchowola, parafii Radzyń. Wieś położona na prawo od drogi z Radzynia do Wohynia. Według spisu miast, wsi, osad Królestwa Polskiego z roku 1827 było tu 30 domów, 212 mieszkańców, około 1880 - 42 domy i 453 mieszkańców i 645 mórg. obszaru. Dobra Branica składały się z wsi i folwarki Niewęgłosz, Branica, Zbulitów, Siedlanów, Stasinów, Antonin i osady młynarskiej Branka. Rozległość ogólna wsi i folwarków wynosiła 7686 mórg, z czego 2465 mórg należało do 160 włościan. Dobra te dawniej stanowiły jedną całość z dobrami Radzyń.
Branica Radzyńska i Branica Suchowolska stanowiły w przeszłości jedną osadę położoną na lewym brzegu rzeki Piwonii w roku 1447 zwanej „Branka” wywodzącego się od prasłowiańskiego słowa „błoto”. W XV wieku osada została podzielona, a człony odróżniające powstałe wsi przyjęto od miejscowości sąsiadujących z nimi: Radzynia i Suchowoli.
Wierni Kościoła rzymskokatolickiego należą do parafii Matki Bożej Nieustającej Pomocy w Radzyniu Podlaskim.